# Grands arrêts en droit administratif français
Pour un article plus général, voir Conseil d'État (France).
Ne doit pas être confondu avec Grands arrêts de la jurisprudence administrative.

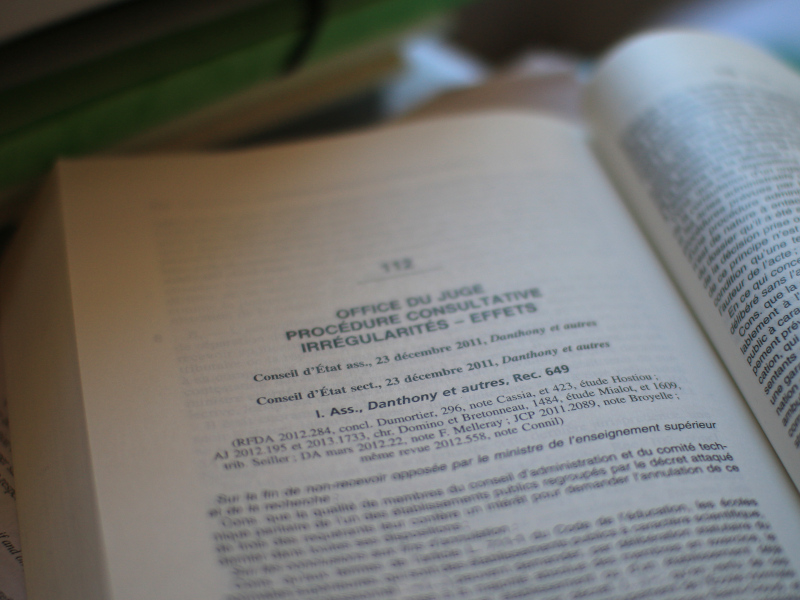
Les Grands arrêts de la jurisprudence administrative (Dalloz) sont une sélection de référence de grands arrêts.

Les grands arrêts en droit administratif sont les décisions du Conseil d'État, du Tribunal des conflits et certains arrêts de cours administratives d'appel qui ont joué un rôle majeur dans l'évolution de la jurisprudence administrative en France.
Le droit administratif français étant largement de formation prétorienne, la jurisprudence, spécialement celle du Conseil d'État et du Tribunal des conflits, a été déterminante pour les règles de procédures et de fond qui se sont progressivement dégagées, celles-ci étant bien sûr pour une part d'origine législative ou réglementaire, mais pour une part non moins importante construites ou dégagées par le juge lui-même. On comprend dès lors l'importance de ces « grands arrêts » en ce domaine.
Le recueil de jurisprudence commentée intitulé les Grands Arrêts de la jurisprudence administrative (GAJA) constitue l’une des listes de référence de ce que sont ces grands arrêts. Le qualificatif de « grand arrêt » a donné lieu à diverses interprétations. Aux yeux de René Cassin et de Marcel Waline, sont des grands arrêts « ceux qui ont déterminé un progrès, une évolution ou un revirement durable de la jurisprudence sur un point important ou au moins notable ». L'un des coauteurs du GAJA, Guy Braibant, a lui aussi proposé une définition de ce qu'il est possible de qualifier de « grand arrêt ». Pour sa part, « un grand arrêt doit intervenir sur un champ important du droit. Il se caractérise par l'importance intrinsèque de la question qu'il tranche. C'est aussi un arrêt grand par ses conséquences, susceptible de susciter des réformes ou des modifications dans l'administration ou dans la société ».

## Grands arrêts par thématiques

### Légalité et hiérarchie des normes
- 1er mai 1822 : Lafitte[3] :

Les actes dits « de haute politique » sont des actes de gouvernement, qui ne sont pas susceptibles d'être discutés par la voie contentieuse. C'est la théorie du mobile politique.
- 19 février 1875 : Prince Napoléon[L 1] :

Abandon de la théorie de l'acte de haute politique (ou de l'acte pour mobile politique) : il existe toujours des actes de gouvernement, mais ceux-ci ne peuvent se définir simplement par l'existence d'un mobile politique. Aujourd'hui, le Conseil d'État considère comme acte de gouvernement les actes ayant trait au rapport entre l'exécutif et le législatif ou à la conduite des relations internationales.
- 6 novembre 1936 : Arrighi[4] :

Théorie de la loi-écran. Le juge administratif ne contrôle pas la constitutionnalité d'une loi. Étant le juge du pouvoir exécutif, il ne peut, au nom de la séparation des pouvoirs, contrôler le travail du législateur.
- 29 octobre 1945 : Aramu[5] :

Affirmation de l'existence de principes généraux du droit. Ceux-ci s'imposent à l'administration, mais pas au législateur. Ils ont une valeur « supra-décrétale mais infra-législative » (René Chapus).
- 30 mai 1952 : Dame Kirkwood :

Un acte administratif doit être conforme à un traité. Pour la première fois, le juge contrôle l'application par l'administration du droit international, qui n'était jusqu'alors qu'une règle de conduite ne faisant pas grief.
- 12 février 1960 : Eky[6]

Le Conseil d'État reconnait la déclaration des droits de l'homme et du citoyen de 1789 comme norme à valeur constitutionnelle, et donc plus généralement aussi le préambule de la Constitution de 1958.
- 1er mars 1968 : Syndicat général des fabricants de semoules de France[L 2] :

Le Conseil d'État se refuse à faire prévaloir le traité sur la loi postérieure. Par cet arrêt, le Conseil d'État cherche à concilier la suprématie des traités sur la loi (article 55 de la Constitution) avec son refus de censurer les actes du législateur.
- Arrêt Croissant du 7 juillet 1978, qui préfigure l'arrêt Nicolo ci-dessous.
- 20 octobre 1989 : Nicolo[L 3] :

Le Conseil d'État indique qu’il appartient au juge administratif de contrôler la compatibilité entre les traités internationaux et les lois françaises même postérieures, revenant ainsi sur sa jurisprudence « semoules » de 1968. Il se rallie ainsi à la solution dégagée en 1975 par la Cour de cassation dans son arrêt Société cafés Jacques Vabre et suivie par le Conseil constitutionnel (dans sa fonction de juge électoral) lors de sa décision n° 88-1082/1117 du 21 octobre 1988 sur les élections législatives dans le Val-d'Oise.
- 3 juillet 1996 : Koné[L 4] :

En vertu d’un principe fondamental reconnu par les lois de la République, l’extradition doit être refusée lorsqu’elle est demandée dans un but politique. Une convention internationale d’extradition doit être interprétée conformément à ce principe de valeur constitutionnelle.
- 30 octobre 1998 : Sarran, Levacher et autres[L 5] :

Suprématie des dispositions constitutionnelles sur les normes internationales mêmes régulièrement intégrées en droit interne (décret organisant la consultation des populations sur l'avenir de la Nouvelle-Calédonie).
- 8 février 2007 : Société Arcelor et autres :

Conciliation entre la suprématie de la Constitution dans l’ordre juridique interne et les exigences liées à la participation de la France à l’Union européenne, elles-mêmes tirées de la Constitution (l’article 88-1 de celle-ci créant une obligation de transposition des directives européennes).
Plus précisément, l'arrêt crée un mécanisme subtil permettant le contrôle de constitutionnalité des actes administratifs édictés pour transposer des directives européennes. En effet remettre en cause ces actes parce qu’ils introduiraient en interne des normes incompatibles avec la Constitution française reviendrait, par la même occasion, à contrevenir à l’obligation faite par la même Constitution de transposer les directives européennes dans le droit interne (principe de « participation aux Communautés européennes »).
L’innovation jurisprudentielle pour éviter cet imbroglio est alors la suivante : chaque fois que sera mise en cause la constitutionnalité d’un acte administratif réglementaire transposant les dispositions « précises et inconditionnelles » d’une norme européenne, le juge administratif devra rechercher s’il existe, au sein de l’ordre juridique européen, une norme ou un principe général du droit assurant déjà la protection de la disposition constitutionnelle qui était invoquée à l’encontre de l’acte administratif.
Si tel est le cas, le juge se contentera alors d’un simple contrôle de conventionnalité par rapport à cette norme / ce principe de droit européen : soit l’acte administratif y est conforme (et il sera alors, comme par réfraction, jugé conforme à la Constitution française), soit il ne l’est pas et le juge devra alors adresser une question préjudicielle à la Cour de Justice de l'Union européenne (car cela signifie que la norme européenne que l’acte est censé transposer est en contrariété dès l’origine avec une autre norme européenne).
Mais si tel n’est pas le cas (i.e. la norme constitutionnelle française, jugée incompatible avec la norme européenne que transpose l’acte administratif, n’a pas d’équivalent en droit européen / est propre à l’identité constitutionnelle française) le juge opérera alors le contrôle de constitutionnalité de l'acte administratif vis-à-vis de la Constitution française directement.
La grande nouveauté de cet arrêt est qu’il vient ainsi lier la constitutionnalité d'un acte administratif à sa conventionnalité / sa conformité à l'ordre juridique européen. Cela revient à considérer - ou a minima présumer - que l'ordre juridique européen est si étroitement lié à l'ordre juridique français qu'ils offrent tous les deux des standards de protection juridique des droits et libertés semblables, et que le contrôle de constitutionnalité des actes administratifs français peut se faire ainsi - jusqu'à un certain point - vis-à-vis des normes européennes. Si l'on peut y voir une forme d'abandon de souveraineté du juge administratif français, il y a surtout là la démonstration puissante d’un « synchronisme » des juges français et européen, permettant d'assurer dans la mesure du possible la pleine effectivité du droit européen sans pour autant sacrifier la faculté du juge français de pouvoir contrôler la constitutionnalité des normes intégrant l'ordre juridique national pour y maintenir la suprématie des valeurs constitutionnelles.
- 21 avril 2021, French Data Network et a.

Dans un litige portant la conformité des règles françaises de conservation des données de connexion au droit de l'UE, le Conseil d’État applique pour la première fois les modalités de sa jurisprudence Arcelor de 2007. Il constate que les exigences constitutionnelles que sont la sauvegarde des intérêts fondamentaux de la Nation, la prévention des atteintes à l’ordre public, la lutte contre le terrorisme et la recherche des auteurs d’infractions pénales ne bénéficient pas, en droit de l’UE, d'une protection équivalente à celle que garantit la Constitution et s'engage donc, dans son office, à s'assurer que les limites définies par la CJUE ne mettent pas en péril ces exigences constitutionnelles.

### Contentieux administratif
- 8 février 1873 : arrêt Blanco[L 6] Pose les fondements de la responsabilité de la puissance publique, régie par des règles spéciales et « ni générale ni absolue », et en attribue la compétence contentieuse à la juridiction administrative. De plus le droit civil, selon cet arrêt, ne peut s'appliquer aux relations entre les personnes publiques et privées, sauf exceptions. En effet l'action administrative est caractérisée par des rapports de droit inégalitaire contrairement aux dispositions du droit civil qui s'appuient sur l'égalité entre les citoyens.
- 13 décembre 1889 : Cadot[L 7] : Abandon de la théorie de l'administrateur juge du fait que le Conseil d'État estime qu'en 1889, cette théorie n'a plus lieu d'exister puisqu'il existe à présent de véritables juridictions administratives : compétence générale du juge administratif.
- 29 mars 1901 : Casanova[L 8] : Tout contribuable d’une commune a un intérêt à agir contre l'inscription d'une dépense au budget de celle-ci.
- 6 février 1903 : Terrier[L 9] : Compétence du juge administratif pour les contrats publics des collectivités locales.
- 11 décembre 1903 : Lot[L 10] : Intérêt pour agir d’une personne contre une décision qui porte atteinte aux droits qu’elle tient de son statut, de ses titres ou des prérogatives de sa fonction.
- 8 juillet 1904 : Botta[L 11] : Autorité de la chose jugée d'un arrêt de cassation ou d'annulation.
- 28 décembre 1906 : Syndicat des patrons coiffeurs de Limoges[L 12] : Intérêt pour agir d’un syndicat professionnel, mais non au nom d'intérêts particuliers, sauf mandat spécial.
- 4 mars 1910 : Thérond[L 13] : Compétence de la juridiction administrative pour un contrat de service public.
- 10 mai 1912 : Abbé Bouteyre[L 14] : pouvoir d’appréciation du ministre de l'Instruction publique refusant d'admettre un prêtre catholique à concourir à l'agrégation de philosophie.
- 3 novembre 1922 : Dame Cachet[L 15] : Pouvoir de retrait d'une décision individuelle créatrice de droits pendant le délai de recours contentieux.
- 26 décembre 1925 : Rodière[L 16] : Effet rétroactif de l'annulation contentieuse.
- 10 janvier 1930 : Despujol[L 17] : Recours dans le cas d’un changement de circonstances faisant qu’un acte réglementaire est devenu illégal.
- 12 novembre 1938 : Chambre syndicale des constructeurs de moteurs d'avions[L 18] : Conditions pour les sursis à exécution des décisions administratives.
- 31 juillet 1942 : Monpeurt[7] : Compétence du Conseil d’État pour les actes administratifs d’un organisme privé chargé d’un service public.
- 2 avril 1943 : Bouguen[L 19] : Compétence du Conseil d’État pour statuer sur certaines décisions des ordres professionnels.
- 21 mars 1947 : Compagnie Générale des Eaux[L 20] et Veuve Aubry[L 21] : La date d'évaluation du préjudice, dans le cas des dommages aux biens, est la date où il peut être procédé aux réparations et, dans le cas des dommages aux personnes, la date de la décision juridictionnelle.
- 25 juin 1948 : Société du journal « L'Aurore »[L 22] : Principe de non-rétroactivité des actes administratifs.
- 17 avril 1953 : Falco et Vidaillac[L 23] : Compétence de la juridiction administrative en ce qui concerne l'organisation du service public judiciaire, ici pour des élections au Conseil supérieur de la magistrature (CSM).
- 29 janvier 1954 : Institution Notre-Dame du Kreisker[L 24] : Recevabilité du recours pour excès de pouvoir contre les circulaires qui ajoutent des règles nouvelles.
- 31 mai 1957 : Rosan Girard[L 25] : Notion d'acte inexistant.
- 26 juin 1959 : Syndicat général des ingénieurs-conseils[L 26] : Le pouvoir réglementaire autonome est soumis aux principes généraux du droit, même en l'absence de disposition législative.
- 2 mars 1962 : Rubin de Servens[L 27] : Les mesures prises au titre de l'article 16 de la Constitution qui relèvent du domaine de la loi ne peuvent pas faire l'objet d'un recours devant le juge administratif.
- 26 janvier 1968 : Société « Maison Genestal »[L 28] : Le contrôle de la légalité d'une décision économique reposant sur des motifs imprécis peut exiger un complément d'instruction.
- 28 mai 1971 : Ville Nouvelle-Est[L 29] : Contrôle de l’utilité publique d’une opération d’expropriation, par la théorie du bilan coût-avantage.
- 2 novembre 1973 : Société Anonyme « Librairie François Maspero »[L 30] : Le juge administratif effectue un contrôle minimum sur la décision du ministre de l'intérieur d'interdire la diffusion d'une publication étrangère[N 2].
- 22 décembre 1978 : Ministre de l'intérieur c/ Cohn-Bendit[L 31] : Limites de la portée juridique des directives communautaires. Le Conseil d'État est revenu sur cette jurisprudence par l'arrêt Mme Perreux[CE 1] du 30 octobre 2009.
- 17 mai 1985 : Mme Menneret[L 32] : Pouvoir du juge de prononcer une astreinte.
- 3 février 1989 : Compagnie Alitalia[L 33] : Obligation pour l'administration d'abroger un règlement illégal.
- 20 octobre 1989 Nicolo[L 3] : Le traité international prime la loi même si elle a été promulguée postérieurement à la ratification du traité.

- 29 juin 1990 : GISTI[L 34] : Compétence du juge administratif pour interpréter une convention internationale sans renvoi préjudiciel au ministre des affaires étrangères.
- 28 février 1992 : S.A. Rothmans International France[L 35] et également l'arrêt S.A. Philip Morris France[L 36] : Contrôle par le juge administratif de la compatibilité entre les objectifs d'une directive européenne et une loi même postérieure.
- 17 février 1995 : Hardouin [L 37] et Marie[L 38] : Restrictions sur la notion de mesures d'ordre intérieur. Voir les conclusions du commissaire du gouvernement Patrick Frydman à l'audience[8].

- 6 juin 1997 : Aquarone[L 39] : Les règles coutumières du droit international public sont applicables en droit interne mais ne prévalent pas sur la loi en cas de conflit entre ces deux normes.
- 5 mars 1999 : Président de l'Assemblée nationale[L 40] : La juridiction administrative est compétente pour connaître des litiges relatifs aux marchés conclus par les assemblées parlementaires.
- 18 janvier 2001 : Commune de Venelles[L 41] et 5 mars 2001, Saez[L 42] : Conditions de recevabilité et d'admission du référé.
- 26 octobre 2001 : Ternon[L 43] : L’administration ne peut retirer une décision individuelle explicite créatrice de droits, si elle est illégale, que dans le délai de quatre mois suivant la prise de cette décision. Cette jurisprudence remplace partiellement celle issue de l'arrêt Dame Cachet[L 15] de 1922. Cette jurisprudence a été prolongée par l'arrêt Mme Soulier (6 novembre 2002), en matière de décisions pécuniaires, et par l'arrêt M. C. (6 mars 2009), pour l'abrogation des décisions créatrices de droit.
- 11 mai 2004 : Association AC ! et autres[L 44] : À titre exceptionnel, les effets d'une annulation contentieuse peuvent faire l'objet d'une modulation dans le temps[N 3].
- 23 décembre 2011 : Danthony[L 45] : un vice de procédure n'entache d'illégalité la décision qu'il concerne que s'il a privé les intéressés d'une garantie ou s'il est susceptible d'avoir influé sur le sens de la décision.

### Contrôle de l'excès de pouvoir
- 26 novembre 1875 : Pariset[L 46] : Le Conseil d'État censure pour détournement de pouvoir la décision du préfet de fermer une manufacture d'allumettes.
- 18 avril 1902 : Commune de Néris-les-Bains[L 47] : Pouvoirs de police municipale des maires. Recevabilité d'un recours pour excès de pouvoir (REP) du maire contre une décision de l’autorité de tutelle.
- 21 décembre 1906 : Syndicat des propriétaires et contribuables du quartier Croix-de-Seguey-Tivoli[L 48] : Intérêt pour agir d’une association. Recevabilité du recours pour excès de pouvoir.
- 6 décembre 1907 : Compagnie de chemin de fer de l'Est[L 49] : Recours pour excès de pouvoir contre un règlement pris en vertu d'une délégation législative.
- 8 mars 1912 : Lafage[L 50] : Recours pour excès de pouvoir et recours de plein contentieux.
- 29 novembre 1912 : Boussuge[L 51] : Tierce-opposition à une décision contentieuse rendue à la suite d'un REP.
- 4 avril 1914 : Gomel[L 52] : Contrôle par le juge de la qualification juridique des faits à laquelle se livre l'administration. En l'occurrence, le Conseil d'État avait annulé pour excès de pouvoir la qualification de perspective monumentale à la place Beauvau, pourtant soutenue par le préfet.
- 14 janvier 1916 : Camino[L 53] : Contrôle de l’exactitude matérielle des faits par le juge de l’excès de pouvoir.
- 17 février 1950 : Ministre de l'agriculture c/ Dame Lamotte[L 54] : Principe selon lequel toute décision administrative peut faire l'objet d'un recours pour excès de pouvoir.
- 5 mai 1976 : Société d'aménagement foncier et d'établissement rural d'Auvergne c/ Bernette[L 55] : Le juge de l'excès de pouvoir contrôle si les faits reprochés à un salarié protégé sont d'une gravité suffisante pour justifier la décision administrative autorisant son licenciement.
- 2 juillet 1982 : Huglo[réf. nécessaire] : le REP n'est pas un recours suspensif.
- 3 décembre 1999 : Association ornithologique et mammalogique de Saône-et-Loire[L 56] : REP possible contre le refus du premier ministre d'engager la procédure de délégalisation prévue à l'article 37 al. 2 de la Constitution + Suprématie du droit communautaire sur la loi.
- 18 décembre 2002 : Mme Duvignères : Les dispositions impératives à caractère général d’une circulaire peuvent faire l’objet d’un recours contentieux et le contrôle de leur légalité. Il repose sur la notion d'excès de pouvoir et sur le principe d'égalité.

- 16 février 2009 : Société ATOM[L 57] : substitution du recours de plein contentieux au recours pour excès de pouvoir dans la plupart des sanctions administratives.
- 21 décembre 2018 : arrêt Société Eden (le Conseil d'État consacre le « principe de l'économie des moyens » : le juge administratif n'est pas tenu d'examiner tous les moyens invoqués et peut se contenter de retenir le moyen le plus pertinent. Dans son arrêt, le Conseil d'État distingue deux cas : la combinaison de conclusions d'annulation et de conclusions d'injonction ; la hiérarchisation de conclusions principales et de conclusions subsidiaires).

### Responsabilité administrative
- 30 juillet 1873 : Arrêt Pelletier[L 58]. Dans une affaire qui suivait la guerre de 1870, le Tribunal des conflits pose la distinction entre faute de service et faute personnelle au sujet de la responsabilité de l'administration (saisie de journaux par l'autorité militaire).
- 21 juin 1895 : Cames[L 59] : Naissance de la responsabilité sans faute.
- 10 février 1905 : Tomaso Grecco[L 60] : Responsabilité en matière de police.
- 3 février 1911 : Anguet[L 61] : Cumul de la faute personnelle et de la faute de service.
- 10 mai 1912 : Ambrosini : Un particulier n'est pas fondé à réclamer à l'État une indemnité, à raison de la mort de son fils tué par un éclat d'obus provenant de l'explosion d'un navire de guerre; le décès doit être, en effet, attribué à un événement de force majeure.
- 26 juillet 1918 : Époux Lemonnier[L 62] : Responsabilité de l'administration à raison de fautes commises par ses agents.
- 28 mars 1919 : Regnault-Desroziers[L 63] : Responsabilité pour risque.
- 30 novembre 1923 : Couitéas[L 64] : Responsabilité pour rupture de l'égalité devant les charges publiques. Droit à la réparation d'un préjudice à la suite du refus du gouvernement de prêter le concours de la force publique pour une expulsion.
- 14 janvier 1938 : Société anonyme des produits laitiers « La Fleurette »[L 65] : Responsabilité du fait des lois.
- 3 juin 1938 : Société « La cartonnerie et imprimerie Saint-Charles »[L 66] : Responsabilité sans faute de la puissance publique en cas d'inexécution non fautive d'une décision judiciaire.
- 29 mars 1946 : Caisse départementale d'assurances sociales de Meurthe-et-Moselle[L 67] : Responsabilité des autorités de tutelle et de contrôle des services publics.
- 22 novembre 1946 : Commune de Saint-Priest-la-Plaine[L 68] : Responsabilité sans faute en raison d’un accident survenu à des collaborateurs occasionnels d’un service public.
- 24 juin 1949 : Consorts Lecomte[L 69] : Responsabilité du service de police, même sans faute lourde, en cas d’utilisation d'armes et d’engins comportant un risque exceptionnel pour les personnes et les biens.
- 18 novembre 1949 : Demoiselle Mimeur[L 70] : Responsabilité de l'administration en cas de faute non dépourvue de tout lien avec le service (cumul de responsabilités).
- 28 juillet 1951 : Laruelle[L 71] et Delville[L 72] : Responsabilité des agents publics : action récursoire de l'administration.
- 24 novembre 1961 : Consorts Letisserand[L 73] : Réparation au titre de la douleur morale.
- 30 mars 1966 : Compagnie générale d'énergie radio-électrique[L 74] : Responsabilité du fait des conventions internationales sur le fondement de l'égalité devant les charges publiques.
- 6 avril 1990 : Cofiroute[L 75] : Avis sur renvoi. Préjudice commercial indemnisable du fait d’attroupements.
- 10 avril 1992 : Époux V.[L 76] : Responsabilité du service public hospitalier. Application d'un régime de responsabilité pour faute simple.
- 12 avril 2002 : Papon[L 77] : Responsabilités de l'État et des fonctionnaires pour les dommages causés sous le régime de Vichy.
- 27 février 2004 : Mme Popin c/ Université de Strasbourg[L 78] : La justice étant rendue de manière indivisible au nom de l'État, responsabilité de celui-ci pour des dommages résultant de l'exercice de la fonction juridictionnelle relevant d'une autre personne morale.
- 8 février 2007 : Gardedieu[L 79] : Responsabilité de l'État du fait des lois contraires aux engagements internationaux. Voir les conclusions du commissaire du gouvernement Luc Derepas à l'audience.
- 24 décembre 2019 : Société Paris Clichy[L 80] : Responsabilité de l'État du fait des lois déclarées contraires à la Constitution.

### Contrats administratifs
- 10 janvier 1902 : Compagnie nouvelle du gaz de Deville-lès-Rouen[L 81] : Mutabilité (ou pouvoir de modification unilatérale) des contrats administratifs.
- 4 août 1905 : Martin[L 82] : Recours des tiers contre les actes détachables d’un contrat. Ainsi contre les clauses réglementaires (C.E., 10 juillet 1996, Cayzeele)[N 4].
- 29 janvier 1909 : Compagnie des messageries maritimes et autre[L 83] : L'inexécution d’un contrat en cas de force majeure exclut la responsabilité du cocontractant.
- 4 mars 1910 : Thérond[L 13] : Compétence de la juridiction administrative pour un contrat de service public.
- 11 mars 1910 : Compagnie générale française des tramways[L 84] : Mutabilité des contrats administratifs et indemnisation en cas de préjudice.
- 31 juillet 1912 : Société des granits porphyroïdes des Vosges[L 85]. Un contrat conclu par l'administration peut l'être selon les « règles et conditions des contrats intervenus entre particuliers » et le juge judiciaire est alors compétent. En revanche, un contrat comportant une clause exorbitante du droit commun est administratif et le juge administratif est compétent dans ce cas.
- 9 décembre 1932 : Compagnie de tramways de Cherbourg[L 86] : Le bouleversement définitif de l'économie du contrat extérieur à la volonté des parties est un cas de force majeure. La résiliation du contrat peut être demandée au juge par les cocontractants.
- 20 avril 1956 : Époux Bertin[L 87] et Ministre de l'agriculture c/ consorts Grimouard[L 88] : Règle l'opposition entre l'arrêt Thérond et l'arrêt Société des granits porphyroïdes des Vosges. Présence d'un critère alternatif pour qualifier un contrat d'administratif si le cocontractant est une personne privée, qui peut être soit l'association d'une personne privée au service public (exécution entière ou d'une modalité du service public), soit une clause exorbitante du droit commun dans le contrat.
- 16 juillet 2007 : Société « Tropic Travaux Signalisation »[CE 2] : Le recours de pleine juridiction contre les contrats administratifs est désormais ouvert aux concurrents évincés. Le recours pour excès de pouvoir est également ouvert aux tiers au contrat. Eu égard à l’impératif de sécurité juridique, non-rétroactivité de cette nouvelle jurisprudence.
- 28 décembre 2009 : Béziers I : pas d'annulation automatique en cas d'irrégularités
- 21 mars 2011 : Béziers II : possibilité d'un recours de plein contentieux tendant à la reprise des relations contractuelles
- 4 avril 2014 : département de Tarn-et-Garonne : ouverture du recours de plein contentieux aux tiers du contrat s'ils manifestent d'un intérêt lésé direct et certain.

## Autres grands arrêts

### De 1873 à 1914
- 19 février 1909 : Abbé Olivier[L 89] : Pouvoir de police et liberté des cultes. Les restrictions de police ne doivent être utilisées que pour maintenir l'ordre public. En l'espèce, une procession religieuse lors d'un enterrement ne constitue pas une menace à l'ordre public, et ne peut donc pas être interdite par le maire. Précision également de la portée de la loi de 1905 sur la séparation de l'Eglise et de l'État, notamment concernant le respect porté par la loi aux pratiques religieuses.
- 7 août 1909 : Winkell[L 90] : La grève dans la fonction publique est un acte illicite. Voir 7 juillet 1950, Dehaene (plus bas).
- 22 mai 1912 : Malinge contre Gérardin : Sur les pouvoirs de police en matière d'ébriété sur la voie publique.
- 20 juin 1913 : Téry[L 91] : Respect des droits de la défense : droit du prévenu à être entendu.

### De 1915 à 1939
- 30 mars 1916 : Compagnie générale d'éclairage de Bordeaux[L 92] : Théorie de l'imprévision.
- 28 juin 1918 : Heyriès : Théorie des circonstances exceptionnelles.

- 28 février 1919 : Dames Dol et Laurent[L 93] : Pouvoirs de guerre et circonstances exceptionnelles justifiant une police des mœurs plus rigoureuse.
- 8 août 1919 : Labonne[L 94] : Existence d'un pouvoir réglementaire de police au niveau national.
- 10 juin 1921 : Commune de Monségur[L 95] : Entretien d’une église, dommages se rattachant à l’exécution ou l’inexécution de travaux publics.
- 26 janvier 1923 : De Robert-Lafrégeyre[L 96] : Emploi de direction d’un service public industriel et commercial (SPIC).
- 30 mai 1930 : Chambre syndicale du commerce en détail de Nevers[L 97] : Intervention économique de la puissance publique et liberté du commerce et de l'industrie.
- 29 janvier 1932 : Société des autobus antibois[L 98] : Utilisation du domaine public.
- 7 avril 1933 : Deberles[L 99] : Révocation irrégulière d'un fonctionnaire : en l’absence de service fait, droit à une indemnité et non à un rappel de traitement.
- 19 mai 1933 : Benjamin : Contrôle des atteintes portées par le pouvoir de police à la liberté de réunion. Le Conseil met en place le contrôle de proportionnalité.

- 7 février 1936 : Jamart[L 100] : Pouvoir réglementaire du chef de service pour organiser ses services.
- 3 juillet 1936 : Demoiselle Bobard[L 101] : Égalité des sexes dans l’accès aux fonctions publiques et restrictions pour des exigences spéciales du service.
- 13 mai 1938 : Caisse primaire « Aide et protection »[L 102] : Une personne morale de droit privé peut exercer une mission de service public.

### De 1939 à 1945
- 2 avril 1943 : arrêt Veuve Maxudian : détermine les règles pour la juridiction administrative pour déterminer la judéité et établit une présomption de judéité[9]
- 30 avril 1943 : arrêt Brigitte Sée[10] : Établit que la charge de la preuve de la « non-appartenance à la religion juive » incombe aux individus présumés juifs[11]
- 5 mai 1944 : Dame veuve Trompier-Gravier[L 103] : Principe de respect des droits de la défense.
- 2 février 1945 : Moineau[L 104] : Nature et étendue du rôle du juge de cassation.

### De 1946 à 1978
- 7 février 1947 : D'Aillières[L 105] : Possibilité du recours en cassation en l’absence de texte législatif clairement contraire...
- 27 mai 1949 : Véron-Réville[L 106] : Réintégration du fonctionnaire illégalement évincé de l'administration et reconstitution de carrière.
- 7 juillet 1950 : Dehaene[L 107] : droit de grève des fonctionnaires. Pouvoir des chefs de service de réglementer le droit de grève de ceux-ci.
- 29 juillet 1950 : Comité de défense des libertés professionnelles des experts-comptables[L 108] : Ordres professionnels et libertés individuelles.
- 9 mars 1951 : Société des concerts du conservatoire[L 109] : Principe d'égalité régissant le fonctionnement des services publics.
- 22 juin 1951 : Daudignac[L 110] : Pouvoirs de réglementation du maire et liberté du commerce et de l'industrie.
- 4 avril 1952 : Syndicat régional des quotidiens d'Algérie[L 111] : La compétence d'un gouvernement démissionnaire est limitée aux affaires courantes.
- 13 mars 1953 : Tessier[L 112] : Limites de la liberté d’expression des fonctionnaires et sanction disciplinaire.
- 28 mai 1954 : Barel[L 113] : Principe de l'égalité d'accès aux fonctions et emplois publics. L'administration ne saurait, sans méconnaître ce principe, écarter un candidat en se fondant exclusivement sur ses opinions politiques.
- 19 octobre 1956 : Société « Le Béton »[L 114] : Domanialité publique définie par le critère d'affectation au service public.
- 18 décembre 1959 : Société « Les films Lutétia »[L 115] : Police municipale et interdiction d'un film à caractère immoral.
- 24 juin 1960 : Société Frampar[L 116] : Saisie des journaux, distinction entre police administrative et police judiciaire.
- 19 octobre 1962 : Canal, Robin et Godot[L 117] : Principes généraux du droit pénal. Annulation d'une ordonnance du Président de la République pour atteinte aux droits et garanties essentielles de la défense.
- 11 décembre 1970 : Crédit foncier de France[L 118] : Statut des directives.
- 7 juillet 1978 : Arrêt Klaus Croissant : les conventions et traités internationaux ont une autorité supérieure au droit interne.
- 8 décembre 1978 : GISTI, CFDT et CGT[L 119] : Droit de mener une vie familiale normale.

### De 1980 à 1999
- 1er avril 1988 : Bereciartua-Echarri[L 120] : Principe général du droit selon lequel un réfugié politique ne doit pas être remis à son pays d'origine.
- 15 octobre 1993 : Royaume-Uni de Grande-Bretagne et d'Irlande du Nord et Gouverneur de la Colonie Royale de Hong-Kong[L 121] : Le rejet d'une demande d'extradition est un acte détachable des relations internationales.
- 27 octobre 1995 : Commune de Morsang-sur-Orge[L 122] : Le respect de la dignité de la personne humaine est une composante de l’ordre public. Le Conseil d'État l'élève au rang des principes généraux du droit (PGD). De ce fait le lancer de nain peut être interdit.
- 6 décembre 1996 : Société Lambda[L 123] : Contrôle du recrutement de fonctionnaires par des entreprises privées.
- 9 juillet 1997 : Association Ekin[L 124] : Le juge administratif effectue un contrôle normal sur la décision du ministre de l'intérieur d'interdire la diffusion d'une publication étrangère. Voir finalement 7 février 2003, l'arrêt GISTI[L 125] (à la suite de l'arrêt de la CEDH, Association Ekin, 17 juillet 2001).
- 3 novembre 1997 : Société Million et Marais[L 126] : Le droit interne de la concurrence est opposable aux actes administratifs. Incursion indirecte du droit de la concurrence issu du droit de l'union européenne en droit administratif français.
- 3 décembre 1999 : Didier[L 127] : Droit à un procès équitable et principe d'impartialité devant les autorités administratives indépendantes. Voir les conclusions[12] du commissaire du gouvernement Alain Seban à l'audience.

### Depuis 2000
- 30 novembre 2001 : Ministre de la défense c/ Diop[L 128] : La « cristallisation » du montant des pensions des ressortissants de pays anciennement sous souveraineté française est contraire à la CEDH.
- 24 mars 2006 : Société KPMG et autres[13]: Consécration du principe de sécurité juridique.
- 22 février 2007 : Association du Personnel Relevant des Établissements pour Inadaptés[L 129] (APREI) : Qualification d'un service public en fonction de l'intention du créateur du service (méthode du faisceau d'indices)
- 3 octobre 2008 : Commune d'Annecy[L 130] : la Charte de l'environnement a une valeur constitutionnelle.
- 30 octobre 2009 : Mme Perreux[CE 1] : Effet direct des directives communautaires, y compris à l'égard d'un acte administratif non réglementaire.
- 28 décembre 2009 : Commune de Béziers[14] : L’assemblée du contentieux précise l’office du juge administratif lorsqu’il est saisi, par les parties à un contrat administratif, d’un recours de pleine juridiction contestant la validité ou les conditions d’exécution du contrat.
- 9 juillet 2010 : Mme Cheriet-Benseghir[L 131] : revirement de la jurisprudence du CE Chevrol-Benkeddash de 1999 relatif au contrôle de réciprocité des conventions internationales : désormais, le juge administratif est seul compétent pour contrôler la réciprocité des conventions internationales, et n'a plus besoin de surseoir à statuer dans l'attente de la décision du ministre des affaires étrangères.
- 24 septembre 2012 : Commune de Valence[L 132] : Le maire ne peut se prévaloir du principe de précaution, relevant de la police spéciale de l'environnement pour justifier une mesure de police générale[15].
- 23 décembre 2011 : M. Eduardo José Kandyrine de Brito Paiva : Le Conseil d'État a refusé d'assurer dans l'ordre juridique interne français la primauté des instruments généraux de protection des droits de l’homme sur les autres traités et accords internationaux.
- 11 décembre 2015 : Cédric D. : Le Conseil d'État considère qu’une assignation à résidence crée en principe une situation d’urgence qui justifie l’intervention du juge à très bref délai.
- 21 mars 2016 : Société Fairvesta et Société Numericable : Ouverture du recours pour excès de pouvoir contre les actes de droit souple (avis, recommandations, mises en garde et prises de positions) des autorités de régulation, soit lorsque ces actes produisent des effets notables de nature économique, soit lorsqu’ils ont pour objet d’influer de manière significative sur les comportements des personnes auxquelles ils s’adressent.
- 13 juillet 2016 : Czabaj : Le principe de sécurité juridique fait obstacle à ce que puisse être contestée indéfiniment une décision administrative individuelle qui a été notifiée à son destinataire, ou dont il est établi que celui-ci a eu connaissance. Lorsque les délais de recours ne sont pas opposables, l’intéressé doit alors exercer son recours dans un délai raisonnable. Pour une décision expresse, ce délai, en règle générale et sauf circonstances particulières, ne saurait excéder un an à compter de la notification ou de la date à laquelle il est établi que l’intéressé en a eu connaissance.
- 31 mai 2016 : Jacob : Le Conseil d’État articule les procédures de la QPC et de la question préjudicielle à la Cour de justice de l’Union européenne
- 9 novembre 2016 : Fédération de la libre pensée de Vendée : L'installation d'une crèche de Noël, à titre temporaire, à l'initiative d'une personne publique, dans un emplacement public, n'est légalement possible que lorsqu'elle présente un caractère culturel, artistique ou festif, sans exprimer la reconnaissance d'un culte ou marquer une préférence religieuse. Le Conseil d’État précise les éléments d’appréciation dont il convient de tenir compte et distingue, eu égard à l’importance du critère du lieu d’installation, les bâtiments publics des autres emplacements publics
- 18 mai 2018 : Fédération des finances et des affaires économiques de la CFDT : les vices de forme et de procédure ne sont plus opérants lors de la contestation d’un acte réglementaire par voie d’exception ou lors du recours contre le refus d’abroger un tel acte.
- 21 décembre 2018 : arrêt Société Eden (le Conseil d'État consacre le « principe de l'économie des moyens » : le juge administratif n'est pas tenu d'examiner tous les moyens invoqués et peut se contenter de retenir le moyen le plus pertinent. Dans son arrêt, le Conseil d'État distingue deux cas : la combinaison de conclusions d'annulation et de conclusions d'injonction ; la hiérarchisation de conclusions principales et de conclusions subsidiaires).
- 24 avril 2019: interruption des traitements de Vincent Lambert, Conseil d'État, ordonnance des référés.